# Graslin-Commerce
Graslin-Commerce est un micro-quartier de la ville de Nantes, en France, compris dans le quartier Centre-ville.

## Généralités
À des fins statistiques, l'INSEE subdivise les communes de plus de 10 000 habitants en IRIS, constituant des « micro quartiers », composés d'un ensemble d'îlots contigus et homogènes, regroupant 2 000 habitants ou plus. Dans le cas de Nantes, les 11 quartiers sont ainsi subdivisés en 97 micro-quartiers,. Graslin-Commerce est l'un de ces micro-quartiers ; il fait partie du quartier Centre-ville.
Le quartier Graslin-Commerce est limitrophe des micro-quartiers Guist'hau et Bretagne au nord, Decré-Cathédrale à l'est, Gloriette-Feydeau au sud, et Dobrée-Bon Port à l'ouest. Au nord, il est délimité par les rues Copernic, du Calvaire et de Feltre ; à l'est par le cours des 50-Otages ; au sud par la place du Commerce, l'allée de la Bourse et le quai de la Fosse ; à l'ouest par les rues d'Ancin, Héronnière, des Cadeniers, Voltaire, Athénas, Kléber, de la Galissonnière et Cassini.
Le quartier tire son nom de deux de ses places principales : la place Graslin et la place du Commerce.

## Historique
La zone du quartier Graslin-Commerce est, à l'origine, située hors des murs de la ville, de l'autre côté de l'Erdre à son confluent avec la Loire. Au XVIIIe siècle, les activités portuaires glissent progressivement vers l'aval du fleuve, après le confluent. À la même époque débute le lotissement systématique de la colline qui domine le port, vers l'actuelle place Graslin.
En 1927, les bras nord de la Loire sont comblés : la plupart des îles de la Loire sont rattachées entre elles ainsi qu'au centre-ville de Nantes. Le sud du quartier cesse de donner sur les rives du fleuve. Sur le côté est, le confluent de l'Erdre et de la Loire est lui aussi comblé, l'Erdre étant déroutée en tunnel plus à l'est. Le quartier est ainsi relié au cœur historique de la ville.

## Transports
La ligne 1 du tramway longe le sud du quartier (arrêts Commerce et Médiathèque). La ligne 2 et la ligne 3 longent son côté est (arrêt Commerce).

## Points d'intérêts
Situé dans le centre historique de Nantes, le quartier abrite de nombreux monuments historiques. Parmi les points d'intérêts du quartier, on peut citer :
- la basilique Saint-Nicolas ;
- le cours Cambronne ;
- la médiathèque Jacques-Demy ;
- le muséum ;
- le palais de la Bourse ;
- la place du Commerce ;
- la place de la Monnaie ;
- la place Royale ;
- la rue Crébillon ;
- le théâtre Graslin.